# Kurt Gottschald
Kurt Gottschald (* 15. Januar 1925) ist ein ehemaliger deutscher Fußballspieler, der 1949 in der DS-Liga, der höchsten Liga im DDR-Fußball spielte.

## Sportliche Laufbahn
Seine kurze Karriere im Spitzenfußball absolvierte Kurt Gottschald im Alter von 24 Jahren bei der „Zentralen Sportgemeinschaft (ZSG) Altenburg“. Diese gehörte 1949 zu den Gründungsmitgliedern der Fußball-Liga des ostdeutschen Deutschen Sportausschusses, die oberste Spielklasse der damaligen Ostzone. Sie wurde später als DDR-Oberliga bezeichnet. Gottschald war als Stürmer vorgesehen und stand als solcher auch in der Saison 1949/50 im ersten Ligaspiel der ZSG. Im Heimspiel gegen die Betriebssportgemeinschaft (BSG) KWU Erfurt, das 1:1 endete, wurde Gottschald vom Spielertrainer Herbert Klemig auf der halbrechten Angriffsseite eingesetzt. Bis zum zwölften Spieltag kam Gottschald in weiteren fünf Ligaspielen zum Einsatz, in denen er bis auf eine Ausnahme (Abwehr) wieder als Stürmer eingesetzt wurde. Weitere DS-Liga-Spiele gab es für ihn nicht mehr. 
1950 trat Gottschald in die DDR-Volkspolizei ein und spielte in der Saison 1950/51 mit der SG Deutsche Volkspolizei Weimar in der drittklassigen Landesklasse Thüringen. Er wurde mit der SG Thüringer Landesmeister und Aufsteiger in die zweitklassige DDR-Liga. Dort war Gottschald 1951/52 als Mittelfeldspieler gesetzt und besetzte in 19 von 22 Punktspielen in der Regel die Position des linken Läufers. Zu Beginn der Saison 1952/53 wurde die Ligamannschaft der SG DVP nach Erfurt transferiert und setzte dort als SG DVP Erfurt den Spielbetrieb fort. Gottschald behielt Stammplatz und Position bei und fehlte 1952/53 nur bei zwei DDR-Liga-Spielen. Ebenso wie in der vorhergegangenen Spielzeit erzielte er in den Punktspielen ein Tor. 
Nach einer Pause von zehn Monaten tauchte Gottschald erst im Februar 1954 wieder in der DDR-Liga auf, nun wieder als Spieler der BSG Motor Altenburg. Bis zum Ende der Saison 1953/54 wurde er noch in fünf Ligaspielen eingesetzt. Anschließend bestritt Gottschald vier weitere Spielzeiten mit der BSG Motor in der DDR-Liga. Bis 1956 hatte er in der Mannschaft stets einen Stammplatz sicher und bestritt von den 65 ausgetragenen Ligaspielen 59 Partien. Dabei wurde er weiterhin als Mittelfeldspieler eingesetzt, erzielte aber nur in der Übergangsrunde 1955 ein Punktspieltor. In der Saison 1957 (Kalenderjahr-Spielrhythmus) kam der nun bereits 30-jährige Gottschald nur noch in acht Spielen der DDR-Liga zum Einsatz, konnte sich dabei aber mit zwei Toren auszeichnen. Am Saisonende musste Motor Altenburg aus der DDR-Liga absteigen und kehrte über Jahre nicht mehr in die Zweitklassigkeit zurück. Für Kurt Gottschald endete mit dem Abstieg seine Laufbahn im höherklassigen Fußball, in dem er es auf 117 Punktspiele und fünf Tore gebracht hatte. 